# 根腐れ

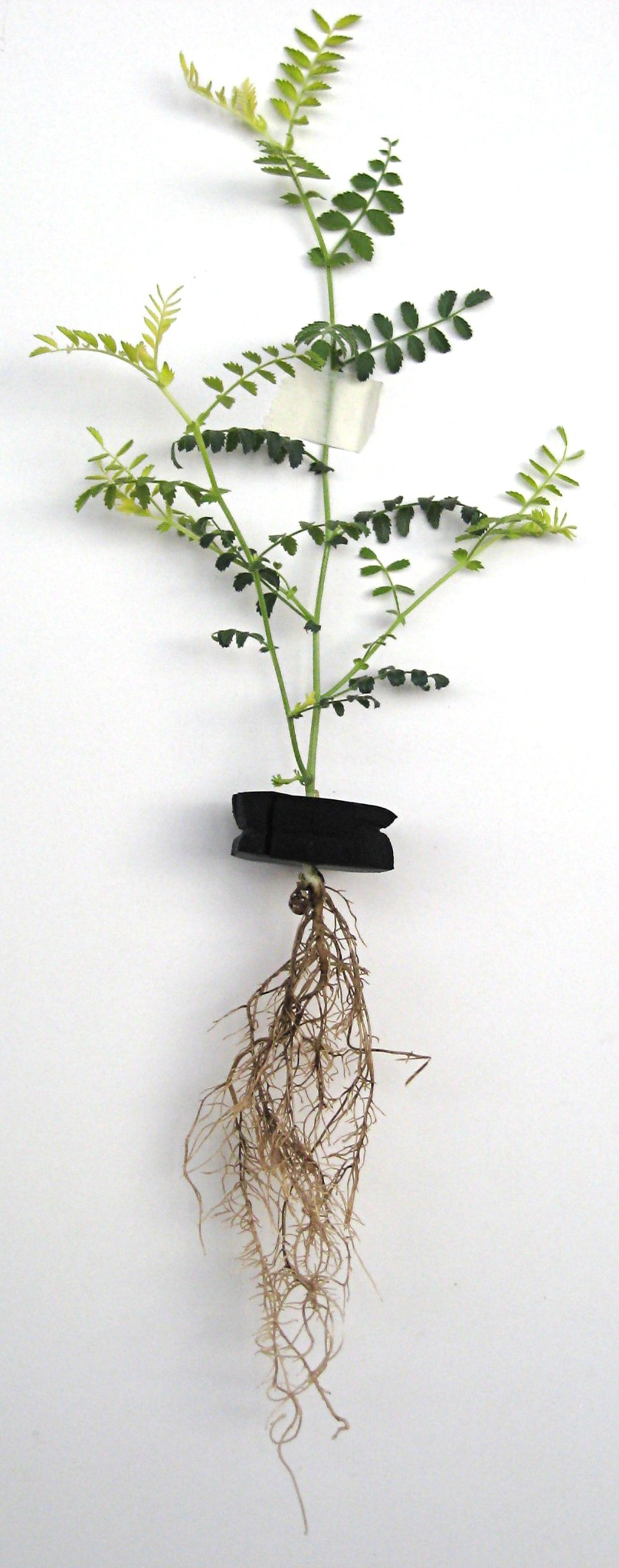
根腐れを起こし、一部の葉が褪色したヒヨコマメ

根腐れ（ねぐされ）とは、植物栽培において、植物の根が腐る現象のこと。水の与えすぎなどさまざまな要因が考えられる。使用する培養土の水はけ、通気性が悪いと根腐れの症状が起きやすくなる。根腐れの発生する環境は育成する植物の種によっても異なる。

## 主な症状
根腐れが進行するといくつかの症状が現れる。植物は、葉っぱで二酸化炭素を吸って酸素と水を作り出し、根で酸素と水を吸い上げるが根腐れを起こすと酸素が吸えなくなり、窒息状態になるので葉や根が変色し、株が衰える。
次のような症状が現れると、根腐れの可能性が高いことがわかっている。
- 水やり後の土の乾燥が遅い、染み込みが遅い
- 株の元気がない
- 根が黒色に変化している
- 葉が黄色、茶色に変化して落ちる
- 茎や幹が柔らかくなってブニブニしている
- 土から腐敗臭がする、表面に白いカビが生えている等